# Чарльз Такер III
Чарльз «Трип» Такер III — (англ. Charles “Trip” Tucker III) — персонаж научно-фантастического телевизионного сериала «Звёздный путь: Энтерпрайз».

## Биография
Чарльз Такер впервые встретил Джонатана Арчера приблизительно за десять лет до запуска «Энтерпрайза», когда эти двое работали на тестовой программе двигателя Варп-5, основываясь на проекте варпового двигателя отца Арчера.
Несмотря на его талантливость в инженерии, он может быть опрометчивым и «нелогичным» — этот факт и вызвал трение между Такером и вулканским офицером по науке на «Энтерпрайзе», Т’Пол. Во время первого года полёта «Энтерпрайз» Такер справлялся с такими ситуациями, с которыми не справился бы ни один инженер Звёздного Флота, и был ключевой фигурой на корабле, когда, наконец то, удалось преодолеть барьер и достичь скорости Варп-5. Также, Такеру пришлось бороться со своей сомнительной честью быть первым беременным мужчиной человеческой расы, что было показано в эпизоде «Неожиданность».
Такер был совсем не против насладиться случайной романтической связью, включая тот случай с экзотической инопланетной принцессой, что был нам показан в эпизоде второго сезона «Ценный Груз». Когда дело доходит до обсуждения оных развлечений, то у Трипа на этот случай всегда есть коронная фраза: «Я был джентльменом».
Смерть его сестры, Элизабет, в зиндийской атаке на Землю, эмоционально травмировала Такера, он не мог спокойно спать, ему постоянно снились кошмары. По совету Доктора Флокса, Трип согласился испробовать на себе сеансы вулканского нейромассажа с Т’Пол. И, хотя эти сеансы требовали очень близкого контакта между ними, не было никаких признаков развития непрофессиональных отношений между офицерами.
В критический момент зиндийской миссии, Такер получил фатальную травму. Единственным способом спасения его жизни было создание клона для того, чтобы пересадить необходимые мозговые клетки. Клон, названный Симом, вырос всего за несколько дней и многие из команды полюбили его, в частности Т’Пол, которая подарила ему поцелуй, когда Сим признался в своей симпатии к Т’Пол — но, он добавил, что не был уверен в том, чьи именно эти чувства — его собственные или Трипа? Против воли Сима, Арчер приказал ему подвергнуться медицинской процедуре для извлечения необходимых клеток, чтобы спасти жизнь Трипа, даже если это будет стоить жизни Сима.
Поскольку зиндийская миссия прогрессировала, Такер стал ближе к Т’Пол, и эти двое плавно стали любовниками (в случае с Т’Пол, сначала это был эксперимент, но на самом деле причиной всему была её склонность к веществу Треллиум Д, который оказал сильное воздействие на её эмоциональное состояние). Позже, однако эти двое после некоторого перерыва продолжили свои достаточно тайные отношения.
Во время их поездки на Вулкан после зиндийской миссии Трип осознал, что уже по-настоящему любит Т’Пол. Но, она решила выйти замуж за Косса, согласно своей назначенной свадьбе. Хотя мама Т’Пол одобряла то, чтобы Трип выразил свои чувства её дочери, но Трип всё таки этого не сделал. Позже, после аннулирования её брака с Коссом, Трип рассматривал это как возобновление их отношений. Но, Т’Пол сказала, что она не заинтересована в возобновлении их отношений. В эпизоде «Эффект Наблюдателя» Т’Пол сильно переживает за Трипа, осознавая, что её чувства к нему по-прежнему остались сильными, несмотря на её попытки доказать обратное.
В 2154 году, во время обезвреживания ромуланского автоматизированного боевого аппарата и предотвращения войны, Трип решил, что его эмоциональная привязанность к Т’Пол отрицательно сказывается на его работе. После миссии он запросил и получил перевод на другой пятиварповый корабль «Колумбия NX-02» под командованием Капитана Эрики Эрнандес. В течение двух дней его пребывания на корабле, несколько техников из команды «Колумбии» запросили о переводе. В течение этого времени Такер начал испытывать яркие видения с участием Т’Пол, не осознавая того, что она фактически неумышленно общалась с ним через недавно обнаруженную умственную способность, которая открылась после того, как она совершила Слияние разумов. В эпизоде «Рабство» нам показали, что между Трипом и Т’Пол действительно образовалась некая психическая связь. Образовалась она ещё тогда, когда они годом ранее имели близкие отношения, просто эта способность не сразу дала о себе знать. В течение событий эпизода «Дивергенция», Такер был снова временно назначен на «Энтерпрайз», чтобы облегчить ремонт корабля после стычки с клингонами. Впоследствии, он подал Капитану Эрнандес рапорт, в котором запросил о его полном переводе обратно на «Энтерпрайз» и его рапорт, по видимому, был одобрен. Вскоре после этого Трип и Т’Пол восстановили свои отношения.
Такер служил главным инженером Арчера в течение полных десяти лет и подготовился к переводу на один из новопостроенных звездолётов с возможностями Варп-7. В 2161 году списание «Энтерпрайз» совпало с подписанием Хартии Объединённой Федерации Планет. Финальный эпизод «Эти путешествия…» показывает нам, что Трип и Т’Пол закончили их романтические отношения в какой то момент после эпизода «Терра Прайм» — по причинам, так нам и не показанным. Несмотря на это, двое остались близки друг другу, и Трип должен был убедить Т’Пол, что списание «Энтерпрайз» и их перевод на другие корабли никак не отразится на их дружбе.
В течение короткой миссии до списания «Энтерпрайз», Такер пожертвовал своей жизнью, чтобы помешать группе инопланетян, проникших на корабль, убить Арчера. Трип был единственным членом основной команды, который не дожил до того момента, когда Арчер подписал Хартию Объединённой Федерации Планет.

## Семья
В 2153 году Трип потерял свою сестру, Элизабет, в зиндийской атаке на Землю, которая уничтожила его родной город — Панама Сити, во Флориде. В эпизоде первого сезона «Слияние» Трип сказал, что у него есть брат, с которым он практиковался в танцах, хотя мы никогда не видели его брата. Его родители пережили атаку и позже переехали в Миссисипи. Они были приглашены посетить церемонию подписания соглашения ОФП в 2161, и они сдержали своё обещание, даже после смерти Трипа. Т’Пол хотела встретиться и познакомиться с ними, хотя неизвестно, встретилась ли она с ними или нет. О родителях Трипа мало, что известно, но Арчер описал их, как «эксцентричные».
В 2151 году, Трип случайно забеременел от ксиллирианской женщины, но к счастью для него, зародыш удалось переместить в другого ксиллирианца прежде, чем он родился. Эмбрион не был связан с Трипом генетически, поскольку для воспроизводства ксиллирианцы используют гены матери, а отец всего лишь вынашивает плод. Больше никакой информации об этом эмбрионе нам не было показано (эпизод «Неожиданность»).
В альтернативной временной линии, показанной в эпизоде «E2», после того как «Энтерпрайз» отбросило в глубокое прошлое 2037 года, Такер и Т’Пол поженились и у них был сын по имени Лориан, судьба которого после восстановления временной линии, нам неизвестна.
В 2155 году Трип обнаружил, что у него есть шестимесячная дочь, матерью которой является Т’Пол. Их дочь была клоном, созданным из ДНК Трипа и Т’Пол, которую похитил с «Энтерпрайза» агент «Терра Прайм». Во время процедуры клонирования была допущена грубая ошибка, и девочка, которую Т’Пол назвала Элизабет в честь погибшей сестры Трипа, умерла вскоре после того, как была спасена. Смерть ребёнка эмоционально опустошила Трипа также, как и Т’Пол, эмоции которой были уже давно высушены. После этой потери они пытались утешить друг друга.

## Альтернативная временная линия
В альтернативной временной линии Трип стал Капитаном «Энтерпрайза» после признания Джонатана Арчера недееспособным и отставки Т’Пол из Звёздного Флота. Он погиб, когда мостик «Энтерпрайз» был уничтожен, незадолго до того, как Арчер восстановил временную линию.

## «В зеркале тёмном»
В Зеркальной Вселенной Трип является главным инженером ISS «Энтерпрайз», но он страшно изуродован из за облучения дельта лучами двигателя «Энтерпрайз». «Зеркальный Такер» имеет продолжительные сексуальные отношения с «Зеркальной Т’Пол», которая однажды использовала эти отношения, чтобы саботировать «Энтерпрайз», — она использовала Слияние разумов, чтобы внедрить постгипнотическое внушение в сознание Трипа. Подразумевается, что это отнюдь не первый раз, когда она использовала его таким образом. В конечном счете, Такера поймали и пытали в Камере Агонии, хотя всё время пыток он утверждал, что всегда был лоялен. «Зеркальный Трип» вместе с большей частью команды ISS «Энтерпрайз» держит путь к USS «Дефайент» (NCC-1764) — который был обнаружен в Зеркальной Вселенной — и пытается заставить корабль работать, чтобы «Зеркальный Арчер» смог захватить власть над Империей Человека. Трипу успешно удалось помешать «Зеркальному Флоксу» саботировать главные системы «Дефайента».